# شهرستان آنانیف
انانیو راین (به لاتین: Ananyiv Raion) یک عوارض جغرافیایی در اوکراین است که در استان اودسا واقع شده‌است.